# Bataille de Fort Sanders
Guerre de Sécession
Batailles
Campagne de Knoxville
- Cumberland Gap
- Blountsville
- Blue Springs
- Campbell's Station
- Fort Sanders
- Bean's Station

La bataille de Fort Sanders est un engagement décisif de la campagne de Knoxville lors de la guerre de Sécession.
Livrée le 29 novembre 1863 à Knoxville dans le Tennessee, les forces du lieutenant-général confédéré James Longstreet n'ont pas réussi à percer les lignes de défense de l'Union commandées par le major général Ambrose Burnside et le siège de Knoxville était à sa fin.